# Penmarch
Penmarch är en kommun i departementet Finistère i regionen Bretagne i västra Frankrike. Kommunen ligger i kantonen Guilvinec som tillhör arrondissementet Quimper. År 2022 hade Penmarch 5 320 invånare.

## Befolkningsutveckling
Antalet invånare i kommunen Penmarch
Referens:INSEE